# Apamea cariosa
Apamea cariosa là một loài bướm đêm trong họ Noctuidae.